# Exosoma viridipenne
Exosoma viridipenne es una especie de insecto coleóptero de la familia Chrysomelidae. Fue descrita en 1880 por Chapuis.